# Omphale helavai
Omphale helavai är en stekelart som beskrevs av Christer Hansson 2004. Omphale helavai ingår i släktet Omphale och familjen finglanssteklar.
Artens utbredningsområde är Guatemala. Inga underarter finns listade i Catalogue of Life.